# ساینتیا ایرانیکا
ساینتیا ایرانیکا (به انگلیسی: Scientia Iranica) نام یک فصلنامه یا ژورنال علمی و معتبر ایرانی است که زیر نظر دفتر مطالعات و همکاری‌های بین‌المللی و معاونت پژوهشی دانشگاه صنعتی شریف در تهران به چاپ می‌رسد.
این ژورنال بر روی مقالات پژوهشی در رشته‌های مهندسی و علوم پایه تمرکز دارد. زبان انگلیسی زبان اصلی کار ژورنال است. آخرین ضریب تاثیر این ژورنال 1.435 در سال 1400 هجری شمسی است.

## تاریخچه
ساینتیا ایرانیکا در سال ۱۳۷۰ (۱۹۹۱ میلادی) با حمایت دانشگاه صنعتی شریف کار خود را به عنوان ژورنال علمی برای انعکاس پژوهش‌های علمی تجربی و نظری آغاز کرد. نسخه‌های آغازین این ژورنال توسط دانشمندان بنامی همچون پروفسور لطفی‌زاده مرور و بررسی می‌شد.
در سال‌های آغازین، هر نسخه از ژورنال بر روی مقالات یک رشته مهندسی یا علوم پایه تمرکز داشت. اما پس از مدتی این شیوه تغییر یافت و در حال حاضر هر نسخه از این فصلنامه دارای گزیده‌ای از مقالات در رشته‌های مختلف علوم و مهندسی است.

## هیأت ویراستاران
این ژورنال دارای یک هیأت ویراستار ایرانی، یک هیأت ویراستار منطقه‌ای و یک هیأت ویراستار بین‌المللی است. این سه هیأت در کنار هم زیر نظر ویراستار اصلی به کار نظارت بر کیفیت مقالات پژوهشی ارائه شده به ژورنال می‌پردازند.
پایه‌گذار و سردبیر این نشریه ابوالحسن وفایی است.

## جایزه عمرخیام
ساینتیا ایرانیکا به بهترین مقاله قبول شده از خارج از ایران، جایزه‌ای به نام «جایزه عمرخیام» اختصاص می‌دهد. این جایزه شامل لوح تقدیر و ۱۵۰۰ دلار وجه نقد است.